# キャリアコンサルティング協議会
特定非営利活動法人キャリアコンサルティング協議会（キャリアコンサルティングきょうぎかい）は、キャリアコンサルティングの普及啓発活動などを目的とした特定非営利活動法人（NPO法人）である。

## 概要
キャリアコンサルタントの養成、資質確保活動とキャリアコンサルティングの実践・研究等に関わる団体が相互に協力して普及啓発活動を行うことを目的として、「キャリアコンサルタント養成講座・能力評価試験実施団体連絡協議会」の名称で2004年3月に発足。2006年4月には「キャリア・コンサルティング協議会」に名称変更した。
2007年8月3日、NPO法人として認証され、「特定非営利活動法人キャリア・コンサルティング協議会」に名称変更。
2008年9月10日、職業能力開発促進法（昭和44年法律第64号）第47条第1項の規定に基づき、技能検定キャリアコンサルティング職種の指定試験機関として厚生労働省により指定を受ける。
2017年6月27日、「特定非営利活動法人キャリア・コンサルティング協議会」から「特定非営利活動法人キャリアコンサルティング協議会」（中黒なし）に名称変更。

## 主な活動
- キャリアコンサルタントの紹介
- 国家資格キャリアコンサルタント資格試験の実施
- 国家検定キャリアコンサルティング技能検定の実施
- 関連書籍の出版
- 講座、研修、セミナーの開催